# Tsuruno Taiki
Taiki Tsuruno (sinh ngày 4 tháng 9 năm 1990) là một cầu thủ bóng đá người Nhật Bản.

## Sự nghiệp câu lạc bộ
Taiki Tsuruno đã từng chơi cho Mito HollyHock.